# Centerview (Misuri)
Centerview es una ciudad ubicada en el condado de Johnson en el estado estadounidense de Misuri. En el Censo de 2010 tenía una población de 267 habitantes y una densidad poblacional de 896,43 personas por km².

## Geografía
Centerview se encuentra ubicada en las coordenadas 38°44′43″N 93°50′43″O / 38.74528, -93.84528. Según la Oficina del Censo de los Estados Unidos, Centerview tiene una superficie total de 0.3 km², de la cual 0.3 km² corresponden a tierra firme y (0%) 0 km² es agua.

## Demografía
Según el censo de 2010, había 267 personas residiendo en Centerview. La densidad de población era de 896,43 hab./km². De los 267 habitantes, Centerview estaba compuesto por el 94.38% blancos, el 0.37% eran afroamericanos, el 0.37% eran amerindios, el 1.87% eran asiáticos, el 0% eran isleños del Pacífico, el 1.5% eran de otras razas y el 1.5% pertenecían a dos o más razas. Del total de la población el 3.75% eran hispanos o latinos de cualquier raza.